# Escola de Gênios
Escola de Gênios é uma telenovela brasileira. Substituíndo Valentins, é uma criação de Ângela Hirata Fabri. A série foi lançada no dia 15 de outubro de 2018, no canal Gloob. Em 17 de maio de 2021, estreou na TV Cultura.

## Enredo

### 1ª temporada
A série traz a história de Isaac (Kaik Pereira), um estudante de 12 anos que é convidado a estudar na aclamada Escola de Gênios por ter habilidades especiais em matemática. No início, o menino se sente deslocado, mas, aos poucos, descobre naquele lugar a possibilidade de realizar o sonho de ajudar sua irmã, Maju (uma garota de nove anos que ficou tetraplégica após um acidente) e que tem o desejo de voltar a jogar videogame. No entanto, a presença de Isaac na Escola desagrada a gênia da robótica Tesla (Júlia Mendes), uma menina de 11 anos, nascida em uma família de superdotados, que vê nele um adversário e faz de tudo para impedir que o novato chegue até o Torneio Regional de Robótica.
Na Escola, Isaac ainda conhece Maya (Mel Bayde), uma gênia da informática um pouco rebelde e amante de esportes radicais, que está em busca do pai que nunca conheceu; Luiza (Giovanna Colucci), uma menina com super memória; Otto (Cauã Martins), um gênio da química que tem dificuldade em dizer "não" e será o colega de quarto de Isaac; Léo (Antonio Haddad Aguerre), melhor amigo de Maya e expert em astronomia; Guto (Enrico Cardoso), gênio em letras e comunicação e fiel escudeiro de Tesla; Drica (Pyetra Pignatari), musicista talentosa que sonha em ser reconhecida como tal; Mel (Nayobe Nzainab), uma mini cientista nata que tem o sonho de ser uma médica infectologista e Bruno (Valentino Manolo), um garoto curioso, otimista e ligado à microzoologia.
Predefinição:Spoiller-fim

### 2ª temporada
Após ser sorteada para sediar a Copa de Futebol de Robôs, a Escola de Gênios treinará muito para enfrentar a Robotec, uma escola adversária que levou a melhor nos últimos anos. É assim que os gênios conhecem Paulinho (Davi Campolongo), um especialista em robótica que vai deixar Isaac um pouco incomodado.
Maya conhecerá pessoalmente Loma, a hacker que invadiu o sistema da Escola de Gênios na temporada anterior, interpretada por Stella Camargo. Mas essa não será a única surpresa vivida pela gênia da informática: ela desconfiará que o empresário de tecnologia Álvaro Coelho pode ser seu pai, e fará de tudo para descobrir mais sobre ele. O dono da Coelho Sistemas, interpretado por André Guerreiro, acaba visitando a escola depois de receber um projeto de aplicativo que chama a sua atenção.

## Elenco
| Ator / Atriz           | Personagem               | Temporada | Temporada | Temporada | Temporada | Temporada | Temporada |
| Ator / Atriz           | Personagem               | 1ª        | 2ª        | 3ª        | 4ª        | 5ª        | 6ª        |
| ---------------------- | ------------------------ | --------- | --------- | --------- | --------- | --------- | --------- |
| Kaik Pereira           | Isaac dos Santos         | Principal | Principal | Principal | Principal | Principal | Principal |
| Julia Mendes           | Tesla                    | Principal | Principal | Principal | Principal | Principal | Principal |
| Mel Bayde              | Maya                     | Principal | Principal | Ausente   | Ausente   | Ausente   | Ausente   |
| Cauã Martins           | Otto                     | Principal | Principal | Principal | Principal | Principal | Principal |
| Enrico Cardoso         | Augusto "Guto"           | Principal | Principal | Principal | Principal | Principal | Principal |
| Antonio Haddad Aguerre | Léo                      | Principal | Principal | Ausente   | Ausente   | Ausente   | Ausente   |
| Nayobe Nzainab         | Mel                      | Principal | Principal | Ausente   | Ausente   | Ausente   | Ausente   |
| Valentino Manolo       | Bruno                    | Principal | Principal | Principal | Principal | Principal | Principal |
| Giovanna Colucci       | Luiza                    | Principal | Principal | Ausente   | Ausente   | Ausente   | Ausente   |
| Igor Moraes            | Igor                     | Principal | Principal | Principal | Principal | Principal |           |
| Pyetra Pignatari       | Adriana "Drica"          | Principal | Principal | Principal | Principal | Principal | Ausente   |
| Stella Camargo         | Lorena Maria "Loma"      | Principal | Principal | Principal | Principal | Principal | Principal |
| Bella Chiang           | Margot                   | Ausente   | Ausente   | Principal | Principal | Principal | Principal |
| Théo Salomão           | Nicolau Hernandes "Nico" | Ausente   | Ausente   | Principal | Principal | Principal | Principal |
| Laura Castro           | Rosa                     | Ausente   | Ausente   | Ausente   | Principal | Principal | Principal |
| Davi Campolongo        | Paulinho                 | Ausente   | Principal | Ausente   | Ausente   | Ausente   | Ausente   |
| Dani Ornellas          | Violeta                  | Principal | Principal | Ausente   | Ausente   | Ausente   | Ausente   |
| Dani Ornellas          | Viola                    | Principal | Principal | Ausente   | Ausente   | Ausente   | Ausente   |
| Simone Iliescu         | Alice                    | Principal | Principal | Principal | Principal | Principal | Principal |
| Edu Mossri             | Klaus                    | Principal | Principal | Principal | Principal | Ausente   | Ausente   |
| Maria Bia              | Mirna                    | Ausente   | Ausente   | Principal | Principal | Principal | Principal |
| Fafá Rennó             | Reneé                    | Ausente   | Ausente   | Principal | Ausente   | Principal | Principal |
| Paula Picarelli        | Marie                    | Principal | Principal | Principal | Principal |           |           |
| Joca Andreazza         | Fídias                   | Principal | Principal | Principal | Principal | Principal | Principal |
| Joana Guedes           | Zazá                     | Ausente   | Ausente   | Ausente   | Ausente   | Principal | Principal |
| Samanta Precioso       | Edna                     | Principal | Principal | Principal | Principal | Principal | Principal |

### Participações especiais
| Ator / Atriz     | Personagem         |  |
| ---------------- | ------------------ |  |
| Juliana Araripe  | Mônica             |  |
| Lili de Siqueira | Maria Júlia (Maju) |  |
| Luiza Poroca     | Marcela            |  |
| Isa Cavaliere    | Bárbara            |  |
| Nicolas Cruz     | Plínio             |  |

## Temporadas
| Temporada | Temporada | Episódios | Exibição original     | Exibição original      |
| Temporada | Temporada | Episódios | Estreia               | Final                  |
| --------- | --------- | --------- | --------------------- | ---------------------- |
|           | 1ª        | 26        | 11 de Maio de 2018    | 11 de Maio de 2018     |
|           | 2ª        | 26        | 12 de Outubro de 2018 | 12 de Outubro de 2018  |
|           | 3ª        | 26        | 4 de Abril de 2019    | 4 de Abril de 2019     |
|           | 4ª        | 26        | 11 de Outubro de 2019 | 11 de Outubro de 2019  |
|           | 5ª        | 26        | 4 de setembro de 2021 | 3 de Julho de 2020     |
|           | 6ª        | 26        | 15 de agosto de 2022  | 22 de setembro de 2022 |

### 1ª Temporada (2018)
| Num | Ord | Título                               | Estreia                |
| --- | --- | ------------------------------------ | ---------------------- |
| 01  | 01  | Escola de Gênios                     | 15 de outubro de 2018  |
| 02  | 02  | Movimento Retilíneo Nada Uniforme    | 16 de Outubro de 2018  |
| 03  | 03  | Projetando Ideias                    | 17 de Outubro de 2018  |
| 04  | 04  | Fundindo Os Neurônios                | 18 de Outubro de 2018  |
| 05  | 05  | Gênios Da Bola                       | 19 de Outubro de 2018  |
| 06  | 06  | Segurança Máxima                     | 22 de Outubro de 2018  |
| 07  | 07  | Vergonha Alheia                      | 23 de Outubro de 2018  |
| 08  | 08  | Missão Marte                         | 24 de Outubro de 2018  |
| 09  | 09  | Cofres, Meias e Baratas              | 25 de Outubro de 2018  |
| 10  | 10  | Laser Gag                            | 26 de Outubro de 2018  |
| 11  | 11  | Bárbara                              | 29 de Outubro de 2018  |
| 12  | 12  | Tudo Certo, Nada Resolvido           | 30 de Outubro de 2018  |
| 13  | 13  | Mistérios da Meia Noite              | 31 de Outubro de 2018  |
| 14  | 14  | Deu Branco                           | 01 de Novembro de 2018 |
| 15  | 15  | Mostra de Gênios                     | 02 de Novembro de 2018 |
| 16  | 16  | Garra ou Inseto?                     | 05 de Novembro de 2018 |
| 17  | 17  | Teoria do Klaus, Quer Dizer, Do Caos | 06 de Novembro de 2018 |
| 18  | 18  | A Invasora                           | 07 de Novembro de 2018 |
| 19  | 19  | Me Deixa!                            | 08 de Novembro de 2018 |
| 20  | 20  | Xiiisss                              | 09 de Novembro de 2018 |
| 21  | 21  | Paranoia                             | 12 de Novembro de 2018 |
| 22  | 22  | Confidencial                         | 13 de Novembro de 2018 |
| 23  | 23  | O Segredo de Fídias                  | 14 de Novembro de 2018 |
| 24  | 24  | Por Um Triz                          | 15 de Novembro de 2018 |
| 25  | 25  | A Grande Virada                      | 16 de Novembro de 2018 |
| 26  | 26  | Encontro de Gênios                   | 16 de Novembro de 2018 |

### 2ª Temporada (2019)
| Num | Ord | Título                              | Estreia             |
| --- | --- | ----------------------------------- | ------------------- |
| 27  | 01  | #FicaMaya                           | 15 de Abril de 2019 |
| 28  | 02  | Limpeza No Sistema                  | 16 de Abril de 2019 |
| 29  | 03  | O Julgamento                        | 17 de Abril de 2019 |
| 30  | 04  | O Desafio Da Gravidade              | 18 de Abril de 2019 |
| 31  | 05  | Hit Chiclete                        | 19 de Abril de 2019 |
| 32  | 06  | Pílulas De Comida                   | 22 de Abril de 2019 |
| 33  | 07  | Trabalho Duro                       | 23 de Abril de 2019 |
| 34  | 08  | Momento = Braço X Força             | 24 de Abril de 2019 |
| 35  | 09  | Entre Feudos E Ocas                 | 25 de Abril de 2019 |
| 36  | 10  | Quando O Jogo Vira Realidade        | 26 de Abril de 2019 |
| 37  | 11  | Trombadas Do Destino                | 29 de Abril de 2019 |
| 38  | 12  | Minha Mãe É Uma Vera!               | 30 de Abril de 2019 |
| 39  | 13  | Deu A Louca No Cubo!                | 01 de Maio de 2019  |
| 40  | 14  | O Dia Mais Quente Do Ano            | 02 de Maio de 2019  |
| 41  | 15  | Copa De Futebol De Robôs            | 03 de Maio de 2019  |
| 42  | 16  | Depois Da Bonança, Vem A Tempestade | 06 de Maio de 2019  |
| 43  | 17  | Elementar, Meu Caro Paulinho        | 07 de Maio de 2019  |
| 44  | 18  | Um Peixe Chamado Guto               | 08 de Maio de 2019  |
| 45  | 19  | Descadeirados                       | 09 de Maio de 2019  |
| 46  | 20  | Gincana? Desencana!                 | 10 de Maio de 2019  |
| 47  | 21  | A Banda                             | 13 de Maio de 2019  |
| 48  | 22  | É o Fim Do Mundo!                   | 14 de Maio de 2019  |
| 49  | 23  | Amigos, Amigos, Presentes À Parte   | 15 de Maio de 2019  |
| 50  | 24  | Sempre Existe Uma Primeira Vez      | 16 de Maio de 2019  |
| 51  | 25  | Tudo Ou Nada                        | 17 de Maio de 2019  |
| 52  | 26  | O Grande Torneio                    | 17 de Maio de 2019  |

### 3ª Temporada (2020)
| Num | Ord | Título                     | Estreia             |
| --- | --- | -------------------------- | ------------------- |
| 53  | 01  | Novos Gênios               | 02 de Março de 2020 |
| 54  | 02  | Super Gênios               | 03 de Março de 2020 |
| 55  | 03  | Perdoe O Meu Gutês         | 04 de Março de 2020 |
| 56  | 04  | A Arte De Tesla            | 05 de Março de 2020 |
| 57  | 05  | Circuito De Gênios         | 06 de Março de 2020 |
| 58  | 06  | A Magia do Cinema          | 09 de Março de 2020 |
| 59  | 07  | Zumbido No Meu Ouvido      | 10 de Março de 2020 |
| 60  | 08  | Fuja Se Puder!             | 11 de Março de 2020 |
| 61  | 09  | Como Nasce Um Boato        | 12 de Março de 2020 |
| 62  | 10  | Mão Amiga                  | 13 de Março de 2020 |
| 63  | 11  | Fora De Controle           | 16 de Março de 2020 |
| 64  | 12  | Dia Do Trocado             | 17 de Março de 2020 |
| 65  | 13  | Sustentável Fídias         | 18 de Março de 2020 |
| 66  | 14  | Surpresa!                  | 19 de Março de 2020 |
| 67  | 15  | Sente O Som!               | 20 de Março de 2020 |
| 67  | 16  | A Nova Escola de Gênios    | 23 de Março de 2020 |
| 68  | 17  | Novas Regras               | 24 de Março de 2020 |
| 69  | 18  | Jogadas De Mestre          | 25 de Março de 2020 |
| 70  | 19  | Corra, Einstein, Corra!    | 26 de Março de 2020 |
| 71  | 20  | A Queda                    | 27 de Março de 2020 |
| 72  | 21  | A Formação Do Time         | 30 de Março de 2020 |
| 73  | 22  | Talentos Geniais           | 31 de Março de 2020 |
| 74  | 23  | Duas Rotas, Um Caminho     | 01 de Abril de 2020 |
| 75  | 24  | A Verdade Vem À Tona       | 02 de Abril de 2020 |
| 76  | 25  | O Desafio                  | 03 de Abril de 2020 |
| 77  | 26  | Escola de Gênios X Robotec | 03 de Abril de 2020 |